# Pro Pinball: Timeshock!
Timeshock! – gra komputerowa typu pinball stworzona przez studio Cunning Developments i wyprodukowana przez Empire Interactive w 1997 roku. Jest ona drugą grą z serii Pro Pinball i nawiązuje do tematyki podróżowania w czasie. Gracz otrzymuje w niej zadanie zebrania części wehikułu czasu, rozrzuconych po całym stole. Timeshock! wyróżniał się wiarygodnym odwzorowaniem praw fizyki oraz licznymi trybami rozgrywki.